# Glaciar Adams (Tierra de Wilkes)
El glaciar Adams de la Tierra de Wilkes ( 66°50′S 109°40′E / -66.833, 109.667), también conocido como Glaciar John Quincy Adams, es un glaciar de cauce ancho en Tierra de Wilkes, Antártida, que tiene más de 30 km de largo. Está unido al comienzo de la bahía de Vincennes, al este de las islas Hatch.  Fue cartografiado por primera vez en 1955 por GD Blodgett a partir de fotografías aéreas tomadas por la Operación Highjump de la Marina de los Estados Unidos (1947), y fue nombrado por el Comité Asesor sobre Nombres Antárticos (US-ACAN) de John Quincy Adams, sexto presidente de los Estados Unidos.  Adams jugó un papel decisivo, mientras que más tarde trabajó como representante de Massachusetts en los EE. UU. obteniendo la autorización del Congreso para la Expedición de Exploración de los Estados Unidos (1838–42) bajo la dirección del Teniente Charles Wilkes, y mantuvo la compilación y publicación de la gran cantidad de informes científicos basados en el trabajo de esta expedición. 